# Tierra incógnita
Tierra incógnita es una  serie de televisión por internet de terror y misterio juvenil argentina original de Disney+. La trama sigue la vida de dos hermanos que buscan conocer la verdad sobre la misteriosa desaparición de sus padres en un terrorífico parque de diversiones. Está protagonizada por Pedro Maurizi, Mora Fisz, Thomas Lepera, Tomás Kirzner, Azucena Zhoue, Lautaro Delgado, Carla Pandolfi, Silvia Kutika y Osmar Núñez. La serie se estrenó el 8 de septiembre de 2022.
En el día de su estreno y en el marco del Disney+ Day, se confirmó que la serie fue renovada para una segunda temporada, que se estrenó el 13 de diciembre de 2023.

## Sinopsis
Eric es un joven que decide escaparse de la casa de sus abuelos maternos y volver a su pueblo natal Cabo Qwert para buscar las respuestas sobre la desaparición de sus padres, quienes fueron vistos por última vez con vida hace 8 años atrás en el parque de diversiones de terror "Tierra Incógnita", que ahora está abandonado y lo acompañarán en este viaje su hermana Uma, su tía y sus amigos para develar el misterio.

## Elenco

### Principal
- Pedro Maurizi como Eric Dalaras
- Mora Fisz como Uma Dalaras
- Thomas Lepera como Pablo
- Tomás Kirzner como Axel Rojas
- Azucena Zhoue como Lila
- Lautaro Delgado como Daniel Rojas
- Carla Pandolfi como Carmen Lumens
- Silvia Kutika como Aurora Lumens
- Osmar Núñez como Santiago Lumens

### Secundario
- Verónica Intile como Julia Lumens
- Ezequiel Rodríguez como Roberto Dalaras
- Joaquín Ochoa como Agustín Schmidt
- Valentina González como Sabrina
- Martín Armendáriz como Guillermo Larrosa
- Fernando Malfitano como Javier
- Sebastián Sinnott como Federico

### Participaciones
- Horacio Marassi como Don Celestino
- Sofía Boggi como Tina Rozen
- Rocío Boggi como Fina Rozen
- Florencia Dyszel como Sofía
- Diego Alcalá como Cristian Maringolo
- Federico Liss como Andrés Moya
- Hernán Jiménez como Charly Salvatierra

## Episodios
| Temporada | Temporada | Episodios | Episodios | Lanzamiento original    | Lanzamiento original    |
| --------- | --------- | --------- | --------- | ----------------------- | ----------------------- |
|           | 1         | 8         | 8         | 8 de septiembre de 2022 | 8 de septiembre de 2022 |
|           | 2         | 8         | 8         | 13 de diciembre de 2023 | 13 de diciembre de 2023 |

### Primera temporada (2022)
| N.º | Título               | Dirigido por      | Escrito por                                               | Fecha de emisión original |
| --- | -------------------- | ----------------- | --------------------------------------------------------- | ------------------------- |
| 1   | «El laberinto»       | Sebastián Pivotto | Guillermo Barrantes, Celeste Lambert y Javier Rozenwasser | 8 de septiembre de 2022   |
| 2   | «La calesita»        | Sebastián Pivotto | Guillermo Barrantes, Celeste Lambert y Javier Rozenwasser | 8 de septiembre de 2022   |
| 3   | «La mansión Dalaras» | Sebastián Pivotto | Guillermo Barrantes, Celeste Lambert y Javier Rozenwasser | 8 de septiembre de 2022   |
| 4   | «El barco siniestro» | Sebastián Pivotto | Guillermo Barrantes, Celeste Lambert y Javier Rozenwasser | 8 de septiembre de 2022   |
| 5   | «El código secreto»  | Sebastián Pivotto | Guillermo Barrantes, Celeste Lambert y Javier Rozenwasser | 8 de septiembre de 2022   |
| 6   | «El gusano»          | Sebastián Pivotto | Guillermo Barrantes, Celeste Lambert y Javier Rozenwasser | 8 de septiembre de 2022   |
| 7   | «El cuarto oculto»   | Sebastián Pivotto | Guillermo Barrantes, Celeste Lambert y Javier Rozenwasser | 8 de septiembre de 2022   |
| 8   | «El espanto»         | Sebastián Pivotto | Guillermo Barrantes, Celeste Lambert y Javier Rozenwasser | 8 de septiembre de 2022   |

### Segunda temporada (2023)
| N.º | Título                   | Dirigido por      | Escrito por                                               | Fecha de emisión original |
| --- | ------------------------ | ----------------- | --------------------------------------------------------- | ------------------------- |
| 1   | «Julia»                  | Sebastián Pivotto | Guillermo Barrantes, Celeste Lambert y Javier Rozenwasser | 13 de diciembre de 2023   |
| 2   | «La pesadilla eterna»    | Sebastián Pivotto | Guillermo Barrantes, Celeste Lambert y Javier Rozenwasser | 13 de diciembre de 2023   |
| 3   | «Oscuridad»              | Sebastián Pivotto | Guillermo Barrantes, Celeste Lambert y Javier Rozenwasser | 13 de diciembre de 2023   |
| 4   | «Voltán, el plateado»    | Sebastián Pivotto | Guillermo Barrantes, Celeste Lambert y Javier Rozenwasser | 13 de diciembre de 2023   |
| 5   | «Otra vuelta más»        | Sebastián Pivotto | Guillermo Barrantes, Celeste Lambert y Javier Rozenwasser | 13 de diciembre de 2023   |
| 6   | «El bastón de los Niktu» | Sebastián Pivotto | Guillermo Barrantes, Celeste Lambert y Javier Rozenwasser | 13 de diciembre de 2023   |
| 7   | «Talu-Klatu»             | Sebastián Pivotto | Guillermo Barrantes, Celeste Lambert y Javier Rozenwasser | 13 de diciembre de 2023   |
| 8   | «Todos son el Espanto»   | Sebastián Pivotto | Guillermo Barrantes, Celeste Lambert y Javier Rozenwasser | 13 de diciembre de 2023   |

## Desarrollo

### Producción
En 2018, The Walt Disney Company Latin America comenzó con la idea de desarrollar una historia de terror con el sello de la marca, para lo cual trabajaron con Tomas Wortley (como creador), Guillermo Barrantes, Celeste Lambert y Javier Rozenwasser como los responsables de crear el guion y profundizar en la trama de un parque temático abandonado y tenebroso, que surgió primeramente solo como un punto de partida. En mayo del 2021, se anunció que Disney había comenzado la producción de la serie en Pilar. Finalmente, en junio de ese año, se confirmó que el título de la ficción era Tierra incógnita, la cual contaría con 8 episodios de 30 minutos dirigidos por Sebastián Pivotto y realizada por Non Stop.

### Rodaje
En junio del 2021, se comunicó que la serie había comenzado sus filmaciones en la exfábrica Militar de la ciudad bonaerense de Pilar, provincia de Buenos Aires, que funcionó como el escenario para recrear el parque de diversiones abandonado. A su vez, se utilizó como locación la ciudad de Cañuelas, donde se grabaron las escenas del laberinto y la ciudad de Zárate, la cual se utilizó para filmar las escenas del barco. Asimismo, se grabaron escenas en la ciudad de Necochea, donde se incluyeron escenas en el Puente Colgante y el parque eólico. Además, el rodaje tuvo lugar en Quilmes específicamente en la casa de Otto Bemberg.

### Casting
El 29 de junio del 2021, se informó que Pedro Maurizi y Mora Fisz serían los protagonistas de la serie, mientras que Tomás Kirzner, Carla Pandolfi, Osmar Núñez, Silvia Kutika, Thomas Lepera, Azucena Zhoue y Lautaro Delgado estarían en roles co-protagónicos. Asimismo, se anunció que Verónica Intile, Ezequiel Rodríguez, Valentina González, Fernando Malfitano, Joaquín Ochoa, Martín Armendáriz y Sebastián Sinnot se unieron al elenco en papeles de reparto.

## Premios y nominaciones
| Lista de premios y nominaciones | Lista de premios y nominaciones       | Lista de premios y nominaciones                | Lista de premios y nominaciones | Lista de premios y nominaciones | Lista de premios y nominaciones |
| Año                             | Organización                          | Categoría                                      | Nominado/a(s)                   | Resultado                       | Ref(s)                          |
| ------------------------------- | ------------------------------------- | ---------------------------------------------- | ------------------------------- | ------------------------------- | ------------------------------- |
| 2023                            | Premios Produ                         | Mejor actor revelación                         | Pedro Maurizi                   | Nominado                        | [ 18 ]                          |
| 2023                            | Premios Produ                         | Mejor dirección - Serie infantil / juvenil     | Sebastián Pivotto               | Nominado                        | [ 18 ]                          |
| 2023                            | Premios Produ                         | Mejor dirección de arte                        | Liza Gieco                      | Ganadora                        | [ 18 ]                          |
| 2023                            | Premios Emmy Internacional            | Mejor programa infantil de acción en vivo      | Tierra incógnita                | Nominado                        | [ 19 ]                          |
| 2023                            | New York Festival's TV y Films Awards | Programa de entretenimiento infantil / juvenil | Tierra incógnita                | Nominado                        | [ 20 ]                          |
| 2024                            | SEC Awards                            | Mejor serie adolescente                        | Tierra incógnita                | Nominado                        | [ 21 ]                          |
| 2024                            | SEC Awards                            | Mejor actriz en serie adolescente              | Mora Fisz                       | Nominada                        | [ 21 ]                          |
| 2024                            | SEC Awards                            | Mejor actor en serie adolescente               | Pedro Maurizi                   | Nominado                        | [ 21 ]                          |
| 2024                            | Premios Produ                         | Mejor serie juvenil                            | Tierra incógnita                | Nominado                        | [ 22 ] [ 23 ]                   |
| 2024                            | Premios Produ                         | Mejor dirección serie infantil / juvenil       | Sebastián Pivotto               | Ganador                         | [ 22 ] [ 23 ]                   |
| 2024                            | Premios Produ                         | Mejor dirección de arte                        | Liza Gieco                      | Nominada                        | [ 22 ] [ 23 ]                   |
| 2024                            | Premios Martín Fierro de Cable        | Mejor programa infantil                        | Tierra incógnita                | Nominado                        | [ 24 ]                          |